# Charles Chadwick
Charles Chadwick (New York, 19 novembre 1874 – Boston, 28 settembre 1953) è stato un martellista, pesista e tiratore di fune statunitense.

## Biografia
Ha partecipato ai Giochi olimpici di St. Louis del 1904, dove ha gareggiato con la squadra del New York Athletic Club nella competizione del tiro alla fune. In questo evento la squadra statunitense giunse al quarto posto, poiché, dopo la sconfitta nella finale per la medaglia d'oro, ad opera del Milwaukee Athletic Club, non si presentò alla finale per l'assegnazione della medaglia d'argento.
Nella stessa edizione ha anche gareggiato nelle gare di atletica del getto del peso, concludendo al quinto posto, del lancio del martello con maniglia (25,4 kg), ancora quinto posto, e del lancio del martello, dove ha raggiunto il quarto posto in classifica.
Terminata la carriera sportiva, divenne giornalista sportivo per il giornale New York World.